# 玉川一郎

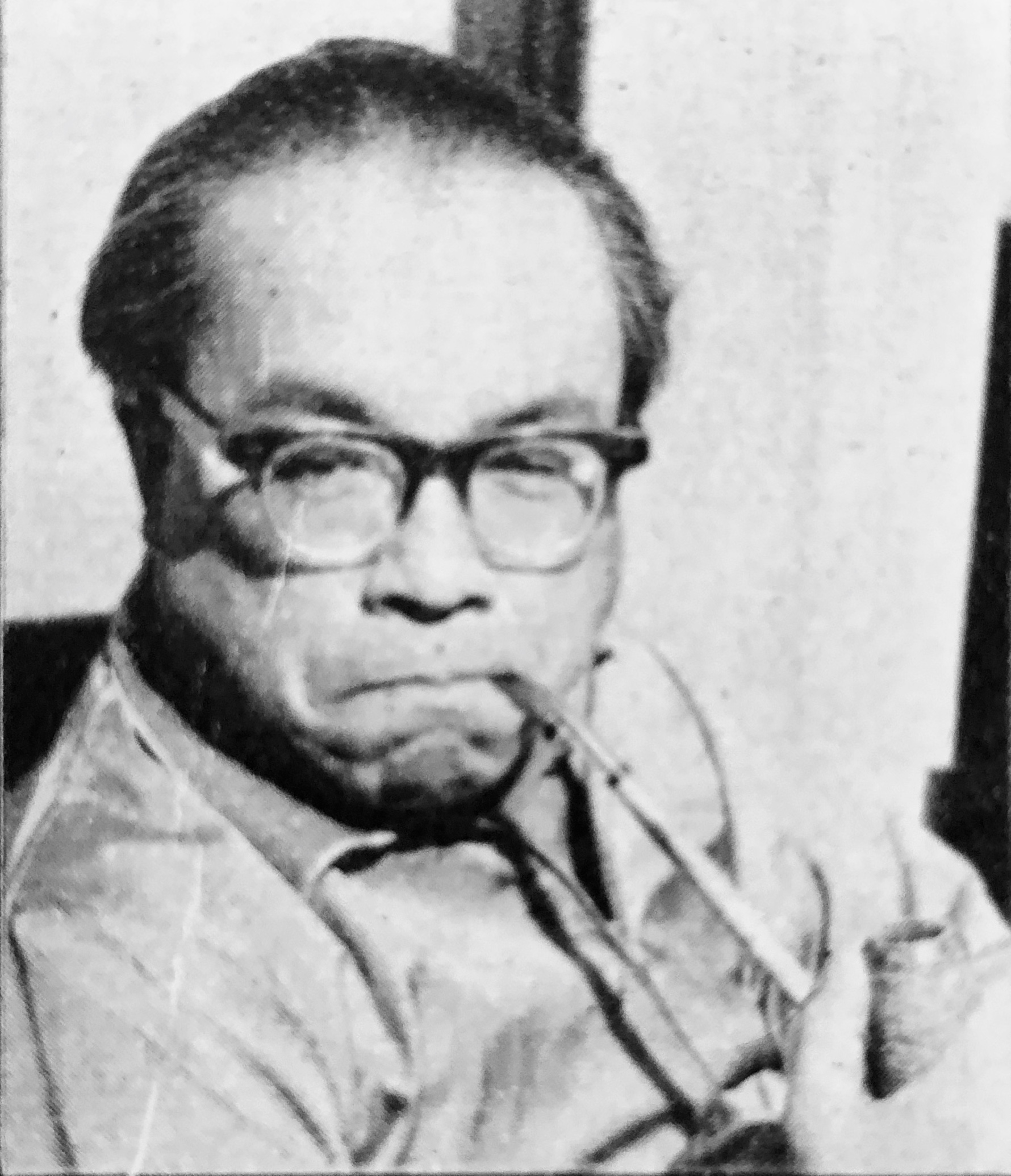
玉川一郎。『サンケイグラフ』1955年4月3日号より。

玉川 一郎（たまがわ いちろう、1905年11月5日 - 1978年10月15日）は、日本の作家。

## 略歴
東京府生まれ。父親が警察官だった関係上、朝鮮と東京を数年ごとに行き来して育つ。東京外国語学校仏語部卒。
フランス語の能力を買われ、翻訳補助者として白水社に入社するも昭和恐慌のあおりを受け、人員整理の対象となり半年で解雇され、博文館へ転職。『新青年』などの編集に携わる。さらに、文具販売の伊東屋および、コロムビア・レコードの宣伝部員も兼務。コラムや広告コピーの執筆を手掛けながら、ユーモア小説の執筆やフランスの小噺、コントの編訳を行う作家として活動し、1940年発表の『人情サキソフォン』、1950年『川田二等少尉』で2回直木賞候補となった。1946年に専業となる。コロムビアでは高見順と同僚だった。
演芸や江戸時代の風俗にも造詣が深く、新作落語など、多くの演芸台本を執筆し、「落語漫才作家長屋」という演芸作家集団を主宰した。
戦後はラジオなど、放送タレントとしても活動した。

## 著書

### 単著
- 人情サキソフォン 玉川一郎ユウモア短篇集（富士出版社 1940年）
- 夜の合唱（東成社・ユーモア文庫 1941年）
- インテリ女中日記（新興音楽出版社 1942年）
- 山の洋服屋 明朗短篇集（大元社 1946年）
- 青春日記 短篇小説集（福地書店 1946年）
- 落第先生（中央社・ユーモア文庫 1946年）
- 青空物語（国民図書刊行会・ぺんぎん文庫 1948年）
- 京城・鎮海・釜山（新小説社・新小説文庫 1951年）
- ユーモア小説全集 10 恋のトルコ風呂（東成社 1952年）
- 現代ユーモア文学全集 17 玉川一郎集（駿河台書房 1953年）
- 話のアパート（六興出版社 1954年）
- 南海ほがらか道中（東方社 1954年）
- 男性解放記（豊文社 1954年）
- 青春超特急（東方社 1955年）
- 随筆 シヤレとは辛い（鱒書房 1956年）
- 頓珍漢十手双六（東方社 1956年）
- あぐりは強い（東方社 1957年）
- 新編現代日本文学全集 37 玉川一郎集（東方社 1958年）
- あじさい娘（東方社 1958年）
- 私の冗談事典（青蛙房 1960年）
- CM漫談史（星書房 1963年）
- シャレ紳士録（潮文社 1965年）
  - シャレ紳士録 新編・私の冗談事典（潮文社・潮文社新書 1967年）
- CM修業（オリオン社・オリオンブックス 1966年）
- 雑学のすすめ（山王書房 1967年）
- 雑学のすすめ 第2集（山王書房 1968年）
- 勤め人かたぎ百戒（青蛙房 1973年）
- たべもの世相史・東京（毎日新聞社 1976年）
- つんどくほん（永立出版 1976年）
- シリーズ大正っ子 大正・本郷の子（青蛙房 1977年）
  - 新装版 大正・本郷の子（青蛙房 2017年）
- 泉筆・万年ペン・万年筆（国鉄厚生事業協会・弥生叢書 1978年）

### 編書・訳書
- 弁解夫人 舶来傑作コント集（モダン日本社 1938年）
  - いいわけ夫人 舶来小咄集（久保書店 1955年）
- ジムと云ふ男 舶来コント集（久晃堂 1946年） - アンリィ・デュヴェルノア原著
- 優しき告白（民生本社 1948年） - アンリ・デュヴェルノアほか原著
- ポケット笑法全書 実用小ばなし百科（一水社・かもめ新書 1965年）
- ふらんす風くノ一笑法 コント・ア・ラ・ニュイ（一水社・かもめ新書 1966年）
- 絵入り末摘花 秘められた古川柳（芳賀書店 1967年）
- 珍語珍解不道徳辞典（一水社・かもめ新書 1967年）
- ふらんすこばなし千夜一夜（芳賀書店 1967年）
- 新選落語集（金園社 1967年）
- 風流落語選（金園社 1969年）

## 漫画原作
- 冒険痛快まんが 秘密の魔笛（1956年、『少年クラブ』43巻8号付録） - カゴ直利作画

## 映画原作
- 純情部隊（1957年、東映 マキノ雅弘監督、出演：力道山、東千代之介）

## 出演

### 映画
- 爆笑天国 とんち教室（1954年、東映）

### ラジオ
- とんち教室（1949年 - 降板時期不明、NHKラジオ第1放送） - 生徒（パネラー）[3]

### テレビ
- マネましょう当てまショー（1963年、日本テレビ） - レギュラー審査員